# تکه (شهرستان قره‌سو)
تکه (به لاتین: Teeke) یک منطقهٔ مسکونی در قرقیزستان است که در شهرستان قره‌سو (قرقیزستان) واقع شده‌است. تکه ۷۳۳ نفر جمعیت دارد.